# Comunicación celular (biología)
La comunicación celular es un término de uso muy amplio en biología y con más profundidad en la biofísica y bioquímica para identificar diferentes tipos de comunicación entre las células vivas. Entre otros está incluida la señalización celular. Este proceso permite que millones de células se comuniquen y trabajen juntas para realizar importantes procesos corporales que son necesarios para la supervivencia. Tanto los organismos pluricelulares como los unicelulares dependen en gran medida de la comunicación entre células.

## Comunicación intercelular
La comunicación intercelular hace referencia a la comunicación entre células. El tráfico de la membrana vesicular desempeña un papel importante en la comunicación intercelular en seres humanos y animales. Por ejemplo, en la transmisión sináptica o en la secreción de hormonas a través de la exocitosis vesicular. Entre especies y entre reinos, la señalización es el último campo de investigación sobre las interacciones microbio-microbio y microbio-animal/planta con una gran cantidad de propósitos en la interfaz huésped-patógeno.

## Las tres etapas de la comunicación celular

### Recepción

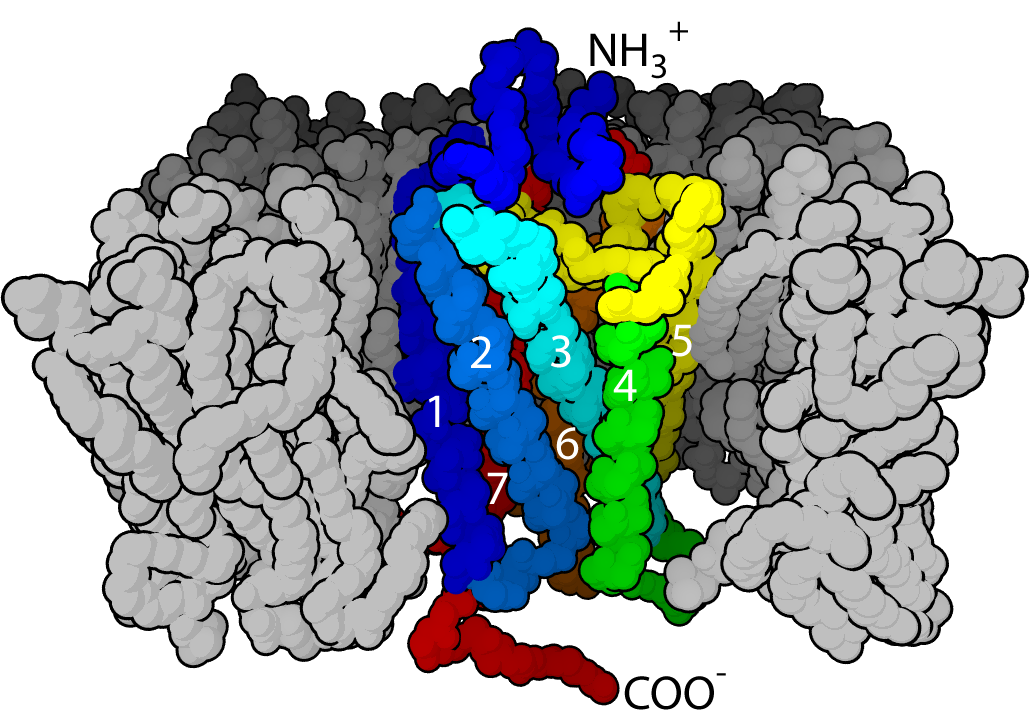
Un receptor acoplado a proteínas A G en el espesor de la membrana plasmática.

La recepción tiene lugar cuando la célula objetivo (cualquier célula con una proteína receptora específica para la molécula señalizadora) detecta una señal, generalmente en forma de una molécula pequeña y soluble en agua, a través de la unión a una proteína receptora. La recepción es la detección por parte de la célula objetivo de una señal a través de la unión de una molécula de señalización o ligando. Las proteínas receptoras expanden la membrana plasmática de la célula y proporcionan los lugares específicos para la unión de las moléculas de señalización solubles en agua. Estos receptores transmembranosos  son capaces de transmitir información desde el exterior de la célula hacia el interior porque cambian su conformación cuando un ligando específico se une a ellos . Observando los tres principales tipos de receptores, (receptores acoplados a proteínas G, receptores de tirosina quinasas, receptores y canales iónicos), los científicos son capaces de ver cómo los receptores transmembranosos contribuyen a la complejidad de las células y el trabajo que hacen estas células. Receptores de superficie celular desempeñan un papel esencial en los sistemas biológicos de los organismos de una o varias celulares y mal funcionamiento o daños a estas proteínas se asocia con el cáncer, enfermedades del corazón, y el asma.

### Transducción
Cuando se une a la molécula señalizadora, la proteína receptora sufre algunas modificaciones y da comienzo el proceso de transducción. La respuesta es el resultado de la señal apenas convertida. Generalmente, la transducción requiere de una serie de cambios en una secuencia de moléculas diferentes (llamado sendero de señal de transducción) pero algunas veces, puede ocurrir en un único paso. Las moléculas que componen estos senderos reciben el nombre de moléculas de relé. El proceso de la transducción en múltiples etapas se compone a menudo de la activación de las proteínas mediante la adición o sustracción de los grupos de fosfatos o incluso mediante la liberación de otras moléculas o iones pequeños que pueden actuar como mensajeros. La amplificación de una señal es uno de los beneficios de esta secuencia de etapas múltiples. Entre otros beneficios se incluye una mayor oportunidad para la regulación que en sistemas más sencillos y una modulación más precisa de la respuesta, tanto en los organismos unicelulares como en los pluricelulares.

### Respuesta
Una respuesta celular específica es el resultado de la señal transducida en la etapa final de la señalización celular. Esta respuesta puede ser esencialmente cualquier actividad celular que está presente en un cuerpo. Puede estimular la reordenación del citoesqueleto, o incluso la catálisis por medio de una enzima. Estas tres etapas de la señalización celular aseguran, todas ellas, que las células correctas están funcionando como se espera, en el momento oportuno y en sincronización con otras células y sus funciones dentro del organismo. Al final, el final de un sendero de señalización lleva a la regulación de la actividad celular. Esta respuesta puede tener lugar en el núcleo o en el citoplasma de la célula. La mayoría de los senderos de señalización controlan la síntesis de las proteínas activando y desactivando ciertos genes en el núcleo.

## Señalización local y de larga distancia

### Local
La comunicación a través del contacto directo es un método de señalización local de las células eucariotas. Las plantas y los animales poseen uniones que conectan el citoplasma de las células adyacentes entre sí. Estas conexiones permiten que las sustancias marcadoras que se disolvieron en el citosol pasen fácilmente entre las células que están conectadas.
Las células animales tienen uniones gap o en hendidura, y pueden comunicarse a través de estas uniones en un proceso llamado reconocimiento célula a célula. Las células de las plantas están conectadas a través de los plasmodesmos. El desarrollo embrionario y la respuesta inmune depende en gran medida de este tipo de señalización local.
En otro tipo de señalización local (paracrina), la célula señalizadora segrega moléculas mensajeras o vesículas membranosas y (exosomas) que viajan cortas distancias. Estas moléculas reguladoras locales influyen en las células vecinas y pueden estimular "células objetivo" cercanas, para realizar una acción determinada. Un gran número de "células objetivo" pueden recibir mensajes y responder a varias moléculas cercanas al mismo tiempo. Este proceso de señalización local en las células animales se denomina señalización paracrina.

### A larga distancia
Tanto las células animales como las vegetales utilizan hormonas para la señalización a larga distancia. En las células animales, las células especializadas liberan estas hormonas y las envían a través del sistema circulatorio a otras partes del cuerpo. Pueden llegar hasta las células objetivo que, a su vez, pueden reconocer y responder a estas hormonas, lo que produce un resultado. Esto también se denomina señalización endócrina.
Los reguladores del crecimiento de las plantas, u hormonas vegetales, se mueven a través de las células o se difunden en el aire en forma de gas para alcanzar sus objetivos.
A partir del año 2005, las vesículas extracelulares (VE) han sido reconocidas como vehículos de comunicación intercelular, con capacidad para transferir proteínas, lípidos y ácidos nucleicos. Estas vesículas son un sistema biológico celular universal, evolutivamente conservado desde los procariotas hasta los eucariotas y plantas superiores. 
Las vesículas y en particular los exosomas, son un paquete con la posibilidad de realizar una entrega simultánea de múltiples mensajeros diferentes, incluso a sitios lejanos a su origen.

## La señalización celular y su impacto
Existen tres tipos diferentes de comunicación básica entre células: 
- de superficie membranosa a superficie membranosa;
- exterior, que tiene lugar entre los receptores de la célula, y
- de comunicación directa, que significa que las señales pasan por el interior de la propia célula.

Las uniones de estas células son importantes porque son el medio por el que las células se comunican entre sí.
Las células epiteliales dependen especialmente de esas uniones porque cuando una se daña, estas uniones proporcionan los medios y la comunicación para sellar estas lesiones. Estas uniones están presentes especialmente en los órganos de la mayor parte de las especies.
Sin embargo, también es a través de la señalización celular la manera en que se pueden desarrollar los tumores y el cáncer. No obstante, las células madre y las células causantes de tumores carecen de uniones gap, por lo que pueden resultar afectadas de la misma forma en que se controlaría una célula epitelial típica.
Las células que se encuentran previas en una vía de señalización son llamadas
"upstream", ya que en el diagrama de flujo, están "corriente arriba"  de la célula que estudiamos. Estas células de corriente arriba, señalizan las rutas que controlan las proteínas y los genes que son expresados. Ellas pueden tanto crear un medio para que se desarrolle un cáncer que no tiene fin, como un medio para el tratamiento de estas enfermedades enfocándose en estas rutas específicas de señalización "upstream". Gran parte de la comunicación celular ocurre cuando los ligandos se unen a los receptores de la membrana celular y controlan las acciones de la célula a través de esta unión.
Los genes pueden ser parcialmente suprimidos, sobreexpresados o inhibidos a través de las rutas de transducción de la señalización celular. Algunas investigaciones han descubierto que cuando los genes de uniones gap son transfectados en células tumorales que carecen de los genes de unión gap, las células tumorales se vuelven estables y eso nos indica que los genes de uniones gap tienen la capacidad de inhibir tumores. Esta estabilidad ha llevado a los investigadores a creer que las uniones gap pueden formar parte de los tratamientos contra el cáncer en un futuro.

### La comunicación en el cáncer
A menudo las células cancerosas pueden comunicarse a través de las uniones gap: son las proteínas conocidas como conexinas. Se ha demostrado que estas conexinas suprimen a las células cancerosas, pero las conexinas no solo facilitan esta supresión. Las conexinas también pueden facilitar la progresión de los tumores; por lo tanto, esto convierte a las conexinas en supresores condionales de los tumores. Sin embargo, esta relación que conecta a las células hace que la propagación de los medicamentos a través del sistema sea mucho más efectiva a medida que algunas moléculas pequeñas consiguen circular por estas uniones gap y propagan el medicamento mucho más rápido y de forma más eficiente. La idea de incrementar la comunicación celular, o más específicamente, las conexinas, para suprimir los tumores fue y sigue siendo objeto de debate, el cual parece sustentado por el hecho de muchos tipos de cáncer, entre ellos el de hígado, carecen de la comunicación celular que caracteriza a las células normales.

## Lectura adicional
Libros
- Handbook of Cell Signaling / edited by Ralph Bradshaw and Edward Dennis. Academic Press, 2009. ISBN 0-12-374145-9
- Cox, Rody P., 1926-). [1974]. Cell communication, edited by Rody P. Cox. New York, Wiley. ISBN 0-471-18135-8
- Cell communication in health and disease : readings from Scientific American magazine / edited by Howard Rasmussen. New York : Freeman, c1991. xii, 185 p. : ill. (some col.) ; 24 cm. ISBN 0-7167-2224-0
- Cell communication in nervous and immune system / [edited by] Eckart D. Gundelfinger, Constanze I. Seidenbecher, Burkhart Schraven. 1st ed. New York : Springer, 2006. ISBN 3-540-36828-0.

'Revistas'
- Cell adhesion & communication. Yverdon, Switzerland ; New York : Harwood Academic Publishers, 1993-c2000. Vol. 1, issue 1 (May 1993)-v. 7, no. 6 (2000). ISSN 1061-5385
- Cell communication & adhesion. Basingstoke, Hants, UK : Harwood Academic Publishers, c2001-). Vol. 8, issue 1 (2001)- ISSN 1541-9061
- Friedman, Michael, (1955-). Cell communication : understanding how information is stored and used in cells / Michael Friedman and Brett Friedman. 1st ed. New York : Rosen Pub. Group, 2005. ISBN 1-4042-0319-2
- Intercellular communication / edited by Feliksas Bukauskas. Manchester ; New York : Manchester University Press ; New York, N.Y., USA : Distributed exclusively in the USA and Canada by St. Martin’s Press, c1991. ISBN 0-7190-3269-5
- Intercellular communication / edited by Walmor C. De Mello. New York : Plenum Press, c1977. Description: ISBN 0-306-30958-0
- International Leucocyte Culture Conference (15th : 1982 : Asilomar and Pacific Grove, Calif.) Intercellular communication in leucocyte function : proceedings of the 15th International Leucocyte Culture Conference, Asilomar, Pacific Grove, California, December 1982 / [edited by] John W. Parker and Richard L. O’Brien. Chichester ; New York : Wiley, c1984. ISBN 0-471-90161-X
- Fleming, Andrew J.(Ed.). (2005). Intercellular communication in plants. Oxford : Blackwell. ISBN 1-4051-2068-1
- Intercellular communication in plants : studies on plasmodesmata / edited by B. E. S. Gunning and A. W. Robards.Berlin ; New York : Springer-Verlag, 1976. ISBN 0-387-07570-4
- Intercellular communication through gap junctions / editors, Y. Kanno ... [et al.]. Amsterdam ; New York : Elsevier, 1995. ISBN 0-444-81929-0